# Arvo Animation
Arvo Animation Inc. (Nhật: 株式会社アルボアニメーション Hepburn: Kabushiki-gaisha Arubo Animēshon) là một hãng sản xuất anime Nhật Bản được thành lập vào tháng 7 năm 2017. Công ty tọa lạc tại Suginami, Tokyo.

## Tác phẩm

### Anime truyền hình
| Năm  | Tựa đề                             | Ngày phát sóng | Ngày phát sóng | Đạo diễn          | Số tập | Ghi chú                                                                                 | Nguồn |
| Năm  | Tựa đề                             | Bắt đầu        | Kết thúc       | Đạo diễn          | Số tập | Ghi chú                                                                                 | Nguồn |
| ---- | ---------------------------------- | -------------- | -------------- | ----------------- | ------ | --------------------------------------------------------------------------------------- | ----- |
| 2019 | Bokutachi wa Benkyō ga Dekinai     | 7 tháng 4      | 30 tháng 12    | Iwasaki Yoshiaki  | 13     | Chuyển thể từ bộ manga cùng tên của Tsutsui Taishi. Hợp tác sản xuất với Studio Silver. | [ 1 ] |
| 2019 | Bokutachi wa Benkyō ga Dekinai!    | 7 tháng 10     | 30 tháng 12    | Iwasaki Yoshiaki  | 13     | [ 2 ]                                                                                   |       |
| 2020 | Monster Musume no Oisha-san        | 12 tháng 7     | 27 tháng 9     | Iwasaki Yoshiaki  | 12     | Dựa trên bộ light novel của Origuchi Yoshino.                                           | [ 3 ] |
| 2021 | Tsuki to Laika to Nosferatu        | 4 tháng 10     | 20 tháng 12    | Yokoyama Akitoshi | 12     | Dựa trên bộ light novel cùng tên của Makino Keisuke.                                    | [ 4 ] |
| 2023 | Kikansha no Mahō wa Tokubetsu Desu | tháng 10       |                | Kawaguchi Taichi  |        | Dựa trên webtoon của Wookjakga.                                                         | [ 5 ] |

### OVA
| Tựa đề                         | Đạo diễn         | Ngày phát hành   | Số tập | Ghi chú                                    |
| ------------------------------ | ---------------- | ---------------- | ------ | ------------------------------------------ |
| Bokutachi wa Benkyō ga Dekinai | Iwasaki Yoshiaki | 1 tháng 11, 2019 | 1      | Tập OVA đóng gói kèm với tập 14 của manga. |
| Bokutachi wa Benkyō ga Dekinai | Iwasaki Yoshiaki | 3 tháng 4, 2020  | 1      | Tập OVA đóng gói kèm với tập 16 của manga. |